# Coggeshall Town F.C.

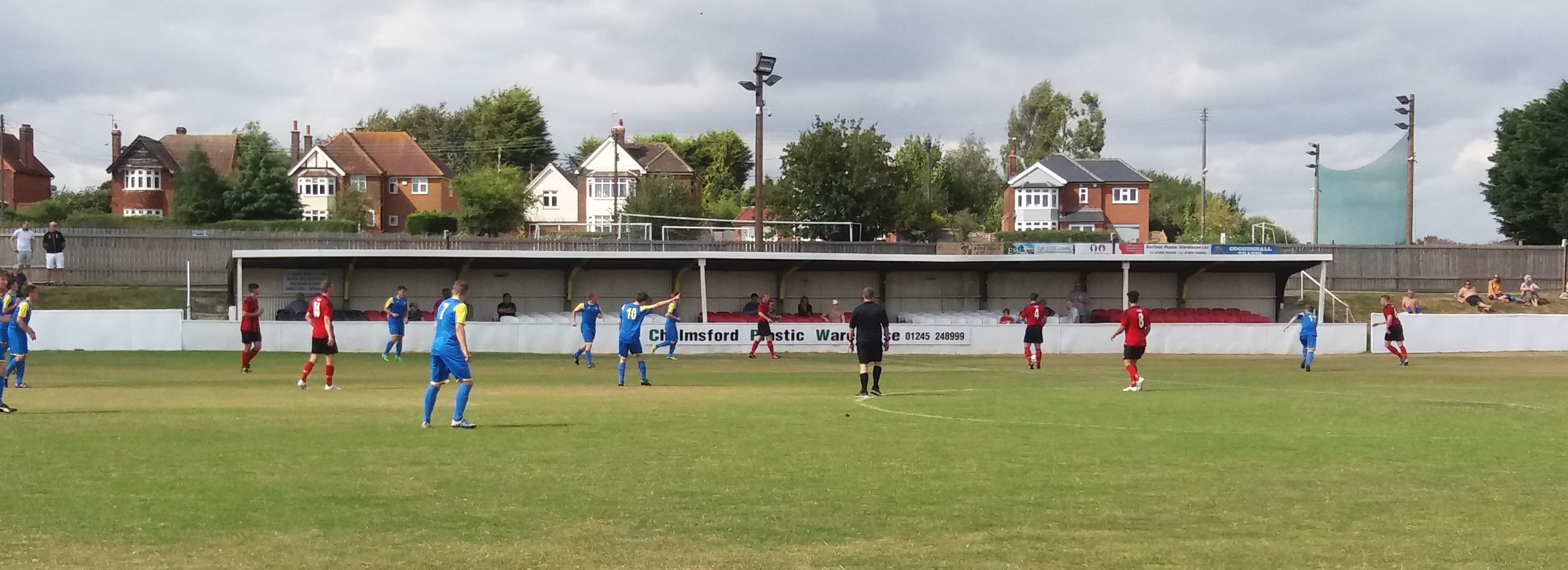
Khán đài chính sân West Street

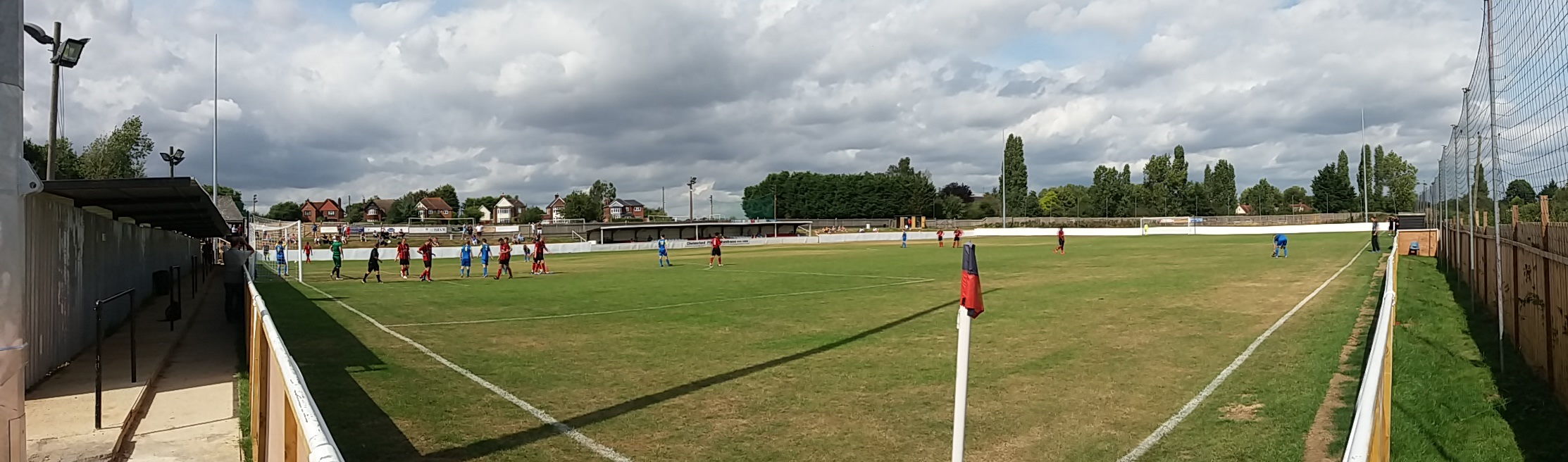
Toàn cảnh sân

Coggeshall Town FC là một câu lạc bộ bóng đá có trụ sở tại Coggeshall, Essex, Anh. Đội bóng hiện thi đấu tại Essex Senior League và có sân nhà ở West Street.

## Danh hiệu
- Eastern Counties League
  - Nhà vô địch Premier Division mùa giải 2017–18
- Essex & Suffolk Border League
  - Nhà vô địch Premier Division các mùa giải 1966–67, 1967–68, 1969–70, 2015–16
  - Nhà vô địch Division One mùa giải 1962–63
  - Nhà vô địch Division Three mùa giải 1994–95
  - Nhà vô địch League Cup các mùa giải 1968–69, 1969–70, 2015–16
- Colchester & District League
  - Nhà vô địch Division II B các mùa giải 1909–10, 1910–11
- Essex Intermediate Cup
  - Nhà vô địch mùa giải 1970–71[3]
- Colchester & District Junior Cup
  - Nhà vô địch mùa giải 1909–10

## Thống kê
- Thành tích tốt nhất tại FA Cup: Vòng loại thứ ba mùa giải 2018–19[4]
- Thành tích tốt nhất tại FA Trophy: Vòng sơ loại bổ sung các mùa giải 2018–19, 2019–20[4]
- Thành tích tốt nhất tại FA Vase: Vòng ba mùa giải 1974–75[4]
- Kỷ lục khán giả đến sân: 1,124 người trong trận đấu với Tiptree United, Essex & Suffolk Border League mùa giải 1968[5]